# Arvika Konsthantverk
Arvika Konsthantverk är en förening för konsthantverkare i Arvika och driver Sveriges äldsta specialbutik för lokalt konsthantverk. Föreningen startades 1922 av Maja Fjæstad och andra lokala konsthantverkare för att underlätta försäljning av deras produkter.

## Historik

### Första försöket - Arvikabygdens hemslöjdsförening
Första gången Arvikas konsthantverkare deltog i en gemensam utställning var i samband med den den industri- och hantverksutställning som firade att Arvika blev stad 1911. Denna samling bidrog till önskan om att få representera västvärmland på Baltiska utställningen 1914. 18 oktober 1913 bildades föreningen Arvikabygdens hemslöjdsförening inom ramen för Värmlands hemslöjd. Ordförande för föreningen blev industriledaren Per Andersson och till sekreterare valdes Maja Fjaestad. Övriga styrelseledamöter var skulptören Christian Eriksson, textilkonstnären Clara Rönning, Agda Gustafsson, Maria Hallqvist, konstsmed Petter Andersson samt Valdemar Dahlgren. Bland de första utställarna fanns även ciselören Lisa Andersson-Morell (Koppar-Lisa) och keramiker Riborg Böving. Föreningen höll igång i några år, men blev vilande i samband med att Maja Fjaestad med familj flyttade tillbaka Stockholm.

### Andra försöket - Arvika Konsthantverk
Den 15 mars 1922 kallades intresserade till ett möte för att bilda en ny förening. Syftet med föreningen var att "stödja och utveckla konsthantverket i trakten" samt underlätta försäljningen för de enskilda konsthantverkarna. Tolv personer räknas som grundare: Maja Fjæstad, textilkonstnären Stina Nilsson (Stina i Taserud), Agneta Fjæstad, textilkonstnär Amalia Fjæstad, konstväverska Anna Fjæstad, Riborg Böving, möbelsnickare Gösta Schultzberg, Gösta Persson, keramiker Carl Nilsson (Carl på San), keramiker Gottfrid Karlsson (Gôttfrid i Hûlta), bildhuggare Bo Fjæstad samt konstsmed Lars Holmström. Maja Fjaestad valdes till ordförande och innehöll posten under de kommande 25 åren.

### Butiken
Redan i april 1922 öppnade föreningen sin första butik, vilken var den första i sitt slag i Sverige. Den första lokalen låg på Hantverksgatan 3. 1924 flyttade affären till Kyrkogatan 17, där den ligger än idag.

## Verksamhet
Navet i föreningens verksamhet har sedan starten varit butiken. Vid sidan om försäljningsverksamheten deltar föreningens medlemmar i utställningar, producerar egna utställningar i butiken samt delar ut stipendier. Bland nuvarande medlemmar återfinns keramiker Anders Fredholm, konstnär Jessica Stuart-Beck, keramiker Kristine Thenman och keramiker Kerstin Andersson.